# 植皮

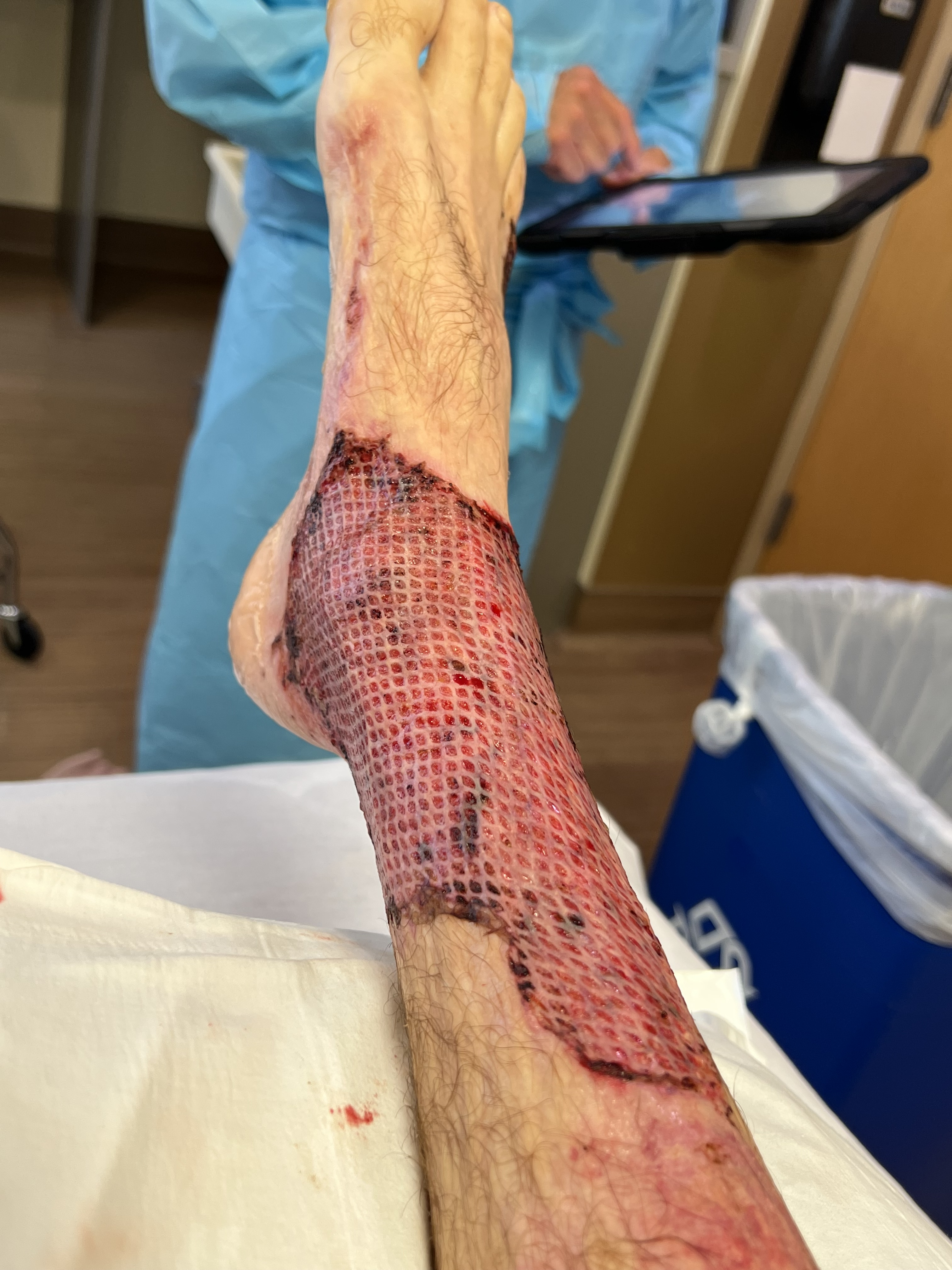
右胫及右踝三度烧伤行植皮术后的网状皮片

植皮（skin grafting）又称植皮术、皮肤移植、皮片移植术，是用自体或异体的皮肤来覆盖并修复皮肤组织缺损、难愈合创伤的手术。皮片（skin graft）又称皮移植片，是用作移植的游离片状皮肤。皮瓣（skin flap）是自身具有独立血供的皮肤及其皮下组织所形成的复合移植物；皮瓣在形成过程中通常必须有一部分与本体相连，此相连的部分称为蒂部。
植皮通常用來治療外傷、燒傷、感染或某些手術造成的傷口。植皮主要有兩個目的，第一是能夠減少治療所需程序，第二是增進身體的外表與功能。
植皮手術是一種針對皮膚問題的美容手術，一般會在自身健康皮膚處取下一部分皮膚，用來覆蓋切除疤痕的區域，對於那種大面積疤痕組織或者局部紋身不易清洗掉的情況比較有效，手術後，傷口周邊會有縫合的印記，取皮的部位會留有疤痕，如果選擇皮膚很接近的皮膚植皮，加上縫合技術很好，皮膚成活，那效果比較之前的疤痕要好很多。所以術前的判斷和手術效果預期一定要提前確認好，以免移植後也達不到理想的效果。植皮手術主要適用於燙傷，燒傷等各種情況留下的疤痕。